# Johan Gustaf Acrel
Johan Gustaf af Acrel, född 15 maj 1741 i Stockholm, död 18 februari 1801, var en svensk läkare och en av Linnés lärjungar.

## Biografi
Efter fyra år som läkarelev på Serafimerlasarettets kirurgavdelning, sändes Acrel till Uppsala för studier som bekostades av hans farbror, Olof Acrel. Han stannade i Uppsala i fem år, fram till 1763, då han efter att ha fått mästarbrevet av Kirurgiska societeten i Stockholm, utnämndes till regementsfältskär vid Kronprinsens husarregemente i Malmö. 1765 blev han medicine doktor och ett par år senare medicine adjunkt i Uppsala, där hans praktik ökade dels efter att han 1771–1772 gjort en vetenskaplig resa till Tyskland och Frankrike, och dels efter att Nils Rosén von Rosenstein avlidit 1773. Acrel fick anseende som en av Europas största läkare. Han blev 1788 professor i praktisk medicin och från 1779 var han ledamot av Kungliga Vetenskapsakademien.

## Familj
Johan Gustaf Acrel var son till skeppsbyggmästaren Johan Acrel och Margareta Norman samt brorson till Olof Acrel. Han var gift med Anna Margareta Borell.